# Lotnictwo taktyczne

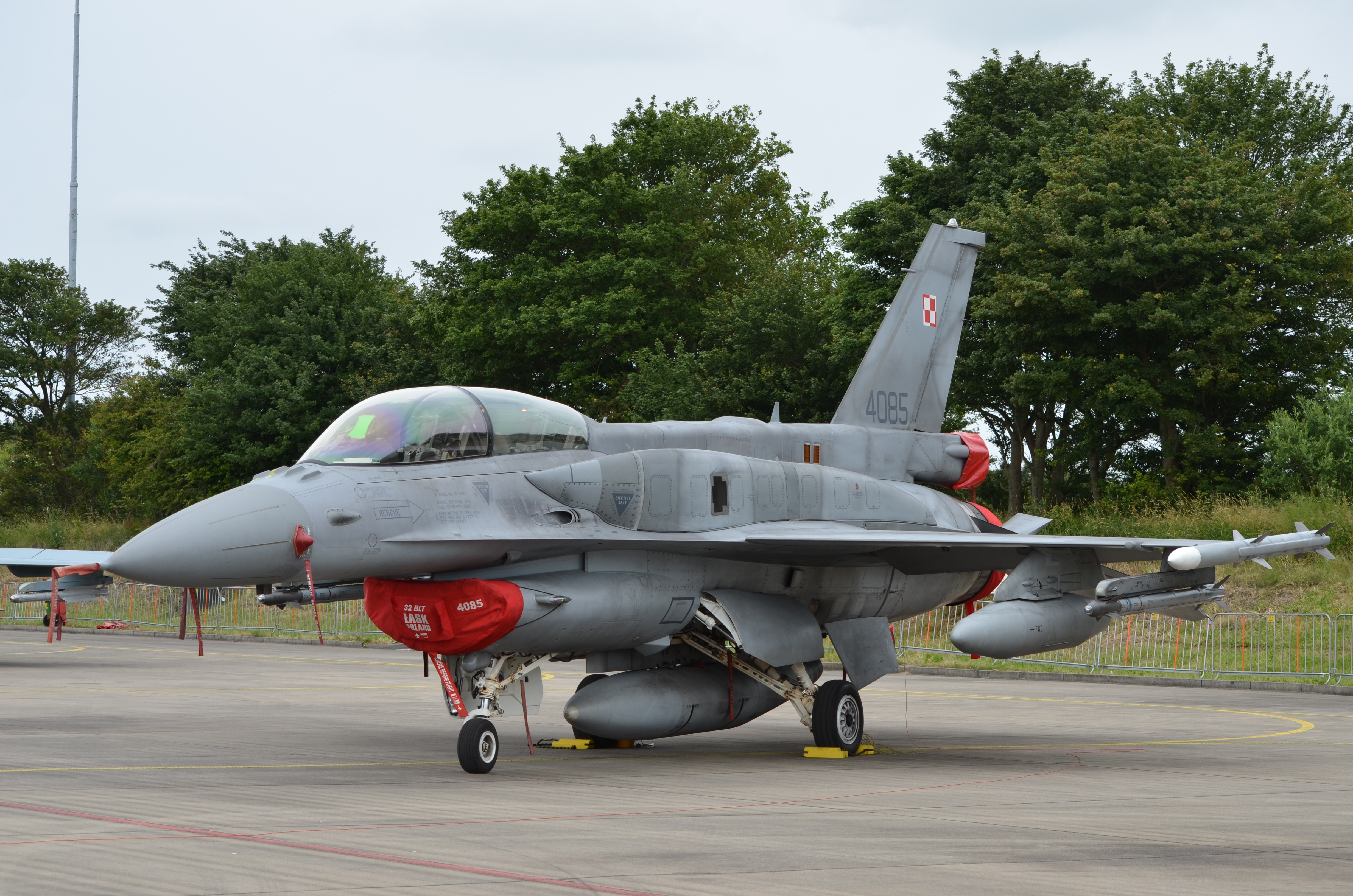
F-16D – samolot lotnictwa taktycznego

Lotnictwo taktyczne – cześć lotnictwa wojskowego przeznaczonego do prowadzenia działań bojowych na korzyść wojsk lądowych, marynarki wojennej i obrony powietrznej w celu tworzenia dogodnych warunków prowadzenia walki i operacji.
Lotnictwo taktyczne prowadzi działania na korzyść walczących wojsk lądowych, współdziałających z innymi rodzajami sił zbrojnych. W skład lotnictwa taktycznego wchodzą jednostki  lotnictwa bojowego i lotnictwa pomocniczego.

## Lotnictwo taktyczne w Polsce
| Logo | Nazwa jednostki                 | Miejsce          |
| ---- | ------------------------------- | ---------------- |
|      | 1 Baza Lotnictwa Transportowego | Warszawa         |
|      | 21 Baza Lotnictwa Taktycznego   | Świdwin          |
|      | 22 Baza Lotnictwa Taktycznego   | Malbork          |
|      | 23 Baza Lotnictwa Taktycznego   | Mińsk Mazowiecki |
|      | 31 Baza Lotnictwa Taktycznego   | Krzesiny         |
|      | 32 Baza Lotnictwa Taktycznego   | Łask             |